# روبرت ريان (سياسي كندي)
روبرت ريان هو سياسي كندي، ولد في 9 يوليو 1878، وتوفي في 9 نوفمبر 1954. حزبياً، نشط في الحزب الليبرالي الكندي. وقد انتخب عضو مجلس العموم الكندي.